# Pixi, Dixi e Ginxi
Pixi, Dixi e Ginxi (Pixie and Dixie and Mr. Jinks) sono tre personaggi immaginari, tra i protagonisti della serie televisiva d'animazione Braccobaldo Show prodotta da Hanna-Barbera tra il 1958 e il 1961.

## Caratteristiche
Pixi e Dixi sono due topolini dispettosi alle prese con il gatto Ginxi, che per catturarli escogita sempre trucchi ingegnosi che però finiscono puntualmente per ritorcerglisi contro. Molto spesso, però, i roditori e il felino si mostrano amichevoli tra loro. Pixi e Ginxi indossano un papillon azzurro, mentre Dixi indossa un gilet rosso.

## Episodi
1. Il cugino Tex (Cousin Tex)
2. Il maestro di judo (Judo Jack)
3. L'acchiappa topi automatico (Kit Kat Kit)
4. Il raggio dell'invisibilità (Jinks Mice Device)
5. Il pirata Baffolungo (Pistol Packin Pirate)
6. Il cane Tremolone (Scardey Cat Dog)
7. Il topo volante (Little Bird-Mouse)
8. Alleati, ma nemici (Jiggers...It's Jinks)
9. Il fantasma imbrioglione (The Ghost with the Most)
10. Il vendicatore spaziale (The Ace of Space)
11. Jinks Junior (Jinks Junior)
12. Jinks il maggiordomo (Jinks the Butler)
13. Il tappeto volante (Jinks Flying Carpet)
14. Il sosia di Jinks (Puppet Pals)
15. Il segno del topo (Mark of the Mouse)
16. Un Jinks in miniatura (Dinky Jinks)
17. Un esperimento di ipnosi (Hypnotize Surprise)
18. Il gatto sitter (Nice Mice)
19. La guardia del corpo (King Size-Surprise)
20. Il pisolino di Jinks (Cat-Nap Cat)
21. Il rivale di Jinks (Mouse Nappers)
22. Il pugile canguro (Boxing Buddy)
23. Lotta per la sopravvivenza (Sour Puss)
24. Il robot (Rapid Robot)
25. Il barboncino gigante (King Size Poodle)
26. Un cane ad alta fedeltà (Hi-Fido)
27. Batty il pipistrello (Batty Bat)
28. Il galletto campione (Mighty Mite)
29. La sindrome canarinica (Bird Brained Cat)
30. Lend Lease Meece
31. La fata dei topini (A Good Good Fairy)
32. Il paradiso può attendere (Heaven s to Jinksy)
33. La febbre dell'oropesce (Goldfish Fever)
34. L'ospite (Pushy Cat)
35. Topi a bordo (Puss in Boats)
36. La luna di formaggio (High Jinks)
37. I topi bianchi (Price For Mice)
38. Il gatto plutocrate (Plutocrat Cat)
39. Il pifferaio magico (Pied Piper Pipe)
40. Jinks innamorato (Woo For Two)
41. Il compleanno di Jinks (Party Peeper Jinks)
42. Il brutto anattroccolo (A Wise Quack)
43. Le avventure di Space Cat (Missie Bound Cat)
44. Siate buoni con gli animali (Kind To Meeces Week)
45. Crociera sull'Atlantico (Crew Cat)
46. Assicurazione sulla vita (Jinksed Jinks)
47. Prova di gravità (Lightheaded Cat)
48. Topolini a basso costo (Mouse for Rent)
49. Il gatto nero (Jinks' Jinx)
50. Sorprendente eredità (Fresh Heir)
51. Il cugino ercolino (Strong Mouse (Hercules))
52. Il topolino di Bombay (Bombay Mouse)
53. Trappola per topi (Mouse Trapped)
54. Jinks il mago (Magician Jinks)
55. Gli eroi dello spazio (Meece Missiles)
56. Jinks senza casa (Homeless Jinks)
57. Mighty Mite la pulce (Home Flea)